# Jennifer Stewart
Jennifer Stewart est une actrice pornographique américaine, née à Redondo Beach en Californie (États-Unis) le 29 septembre 1968.

## Biographie
Jennifer Stewart a débuté dans le cinéma pornographique en 1990. Auparavant, elle avait notamment travaillé comme danseuse à Disneyland. Elle explique, dans un entretien avec Hot Vidéo, qu'alors qu'elle était hôtesse au cours de la remise des AVN Awards de 1990, elle a été approchée par Paul Thomas, qui l'a invitée à un tournage. Un mois plus tard, elle tourne sa première scène (non pornographique) dans Out for Blood. Elle tourne ensuite un film pour Video Kingdom puis signe un contrat d'exclusivité avec Vivid dès avril 1990. Elle a joué dans une vingtaine de films pornographiques et obtenu en 1991, l'AVN Award de la meilleure révélation féminine (Best New Starlet). En 1997, elle a tenu un petit rôle dans la série télé américaine Hot Springs Hotel, sous le nom de Jen Stewart.

## Récompenses
- 1991 : AVN Award Meilleure révélation féminine (Best New Starlet)[4]

## Filmographie sélective
- Passages 1, 2, 3 et 4